# Bagarmossens kyrka
Bagarmossens kyrka är en kyrkobyggnad som tillhör Skarpnäcks församling i Stockholms stift. Kyrkan är inrymd i en lokal vid Lagaplan i Bagarmossens centrum i Söderort, Stockholms kommun.

## Kyrkobyggnaden
Byggnaden som kyrkan ligger i uppfördes 1954. Redan från början inreddes en kyrkolokal i byggnadens andra våning.
Under början av 1960-talet bildades en stiftelse som verkade för en kyrka i Bagarmossen. Med hjälp av insamlade medel kunde planerna förverkligas 2001.
Nuvarande kyrkolokal i byggnadens bottenvåning inreddes efter ritningar av arkitekt Göran Jansson och invigdes 2001 av biskop Caroline Krook.

## Inventarier
- Ett flerfärgat triumfkrucifix av trä är skapat av Georg Ganmar. Krucifixet har en kungakrönt Kristusfigur.
- Dopfunten är gjord av syrabehandlat järn och glas.
- Till höger om ingången finns en ljusbärare, av syrabehandlat järn, som har formen av grenar.
- Altartavla: Linn Reinius.

### Webbkällor
- Skarpnäcks församling
- Bagarmossens kyrka